# Uwe Scheid
Uwe Scheid (* 1944; † 2000) war ein deutscher Sammler erotischer Fotoarbeiten.

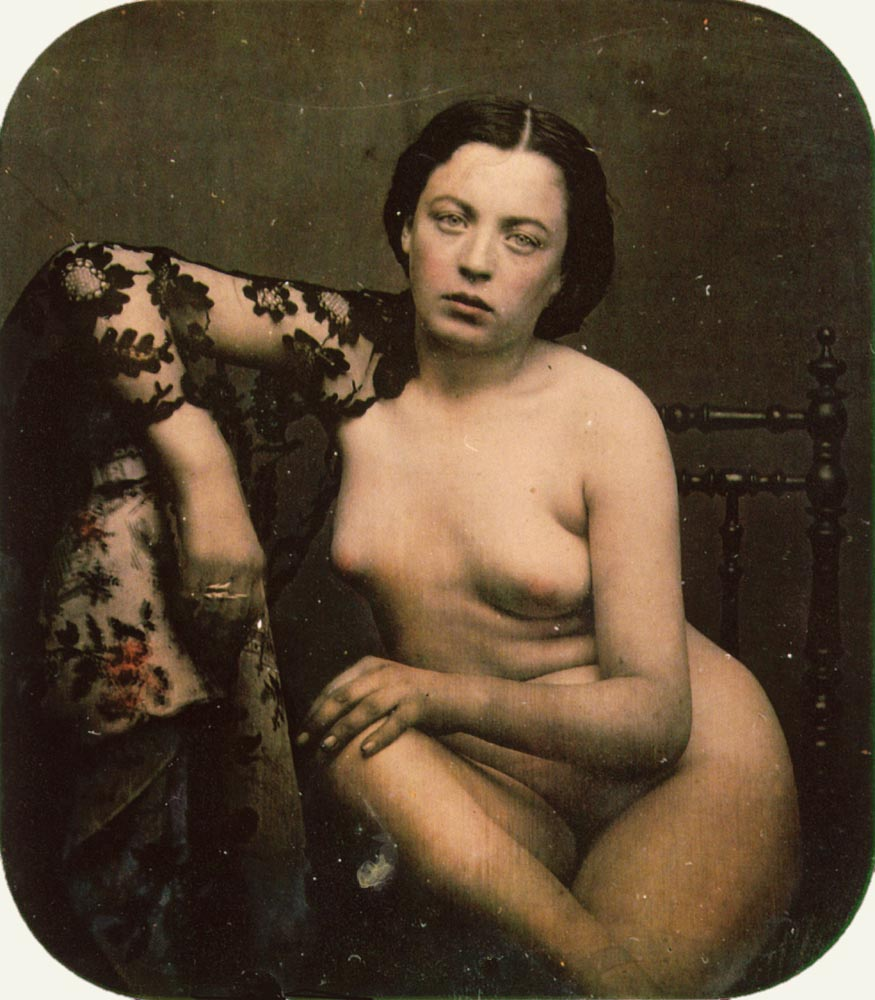
Bild aus der Sammlung Uwe Scheid (um 1855)

## Leben
Uwe Scheid war Kaufmann und lebte in Überherrn-Berus. Er war einer der weltweit bedeutendsten Sammler erotischer Fotokunst. In seiner jahrzehntelangen Sammlertätigkeit trug er tausende Daguerreotypien und Fotografien zusammen. Seine Uwe Scheid Collection entwickelte sich zur wohl bekanntesten ihrer Art, da Scheid seine Sammlung auch in vielen Büchern der Öffentlichkeit zugänglich machte. Kern seiner Sammlung waren künstlerische erotische Fotografien aus der Zeit zwischen 1840 und 1940.
Zu Scheids Sammlung gehörten Bilder bekannter Fotografen wie Wilhelm Plüschow, Wilhelm von Gloeden, Herbert List, Paco, Edward Steichen, Heinz Hajek-Halke, Erwin Blumenfeld, László Moholy-Nagy, Edmund Kesting, Vaclav Jiru, Pierre Boucher, Lala Aufsberg, Florence Henri, Trude Fleischmann, Gertrude Fehr, Franz Roh, André Kertész, Karel E. Ludwig, Alexander Binder, Bertram Park, Yvonne Gregory, František Drtikol, Karel E. Ludwig, Brassaï, Raoul Hausmann, Willy Zielke, Man Ray, Germaine Krull, John Everard, Rudolf Koppitz, Horst P. Horst und dem Studio Keystone.
Scheid war Mitglied der Deutschen Fotografischen Akademie, der European Society for the History of Photography, dem Club Daguerre und der Daguerreian Society.